# 拉格兰奇 (伊利诺伊州)
拉格兰奇（La Grange）是位于美国伊利诺伊州库克县芝加哥郊区的一个村庄，人口约1.6万（2000年）。